# IC 4217
IC 4217 је спирална галаксија у сазвјежђу Дјевица која се налази на листи објеката дубоког неба у Индекс каталогу.
Деклинација објекта је - 13° 9' 20" а ректасцензија 13h 17m 13,2s. Привидна величина (магнитуда) објекта IC 4217 износи 14,6 а фотографска магнитуда 15,4. IC 4217 је још познат и под ознакама MCG -2-34-14, PGC 46275.